# Parti arc-en-ciel
Le Parti arc-en-ciel : Mouvement pour la démocratie et la justice sociale (Amharique : ቀስተደመና ኢትዮጵያ ንቅናቄ ለዴሞክራሲና ለማህበራዊ ፍትህ, Qestedemena Ityopya niqenaqé leDémokrasina leMahberawi fiteh) est un parti politique éthiopien. Lors des élections législatives du 15 mai 2005, il faisait partie de la Coalition pour l'unité et la démocratie qui a remporté 109 des 527 sièges à la Chambre des représentants des peuples.